# إيرل موراي
إيرل موراي (بالإنجليزية: Earl Murray)‏ هو لاعب كرة قدم أمريكية أمريكي، ولد في 16 يوليو 1926 في دايتون في الولايات المتحدة، وتوفي في 14 يوليو 1994 في ميدلوثيان فرجينيا ‏ في الولايات المتحدة.

## وصلات خارجية
- إيرل موراي على موقع مرجع كرة القدم المحترفة.كوم (الإنجليزية)